# Wappen der Stadt Siegen
Das Wappen der Stadt Siegen ist das offizielle heraldische Hoheitszeichen der deutschen Kreisstadt Siegen im Bundesland Nordrhein-Westfalen. In seiner Emblematik geht das Wappen auf das Siegener Stadtsiegel aus der Mitte des 13. Jahrhunderts zurück. Die Emblematik des Wappens gibt mehrere Hinweise auf die Entstehungsgeschichte der Stadt. Die Stadt Siegen führt die gegenwärtige Form des Wappens als Hoheitszeichen seit dem 20. August 1975 mit Genehmigung des Regierungspräsidenten Arnsberg.

## Blasonierung
„In Silber eine wachsende rote Zinnenmauer mit offenem, von zwei schwarz gefugten, erniedrigten Türmen mit je drei Rundbogenfenstern und Zeltdach flankiertem Tor, erhöht von zwei Vierpassöffnungen in Schwarz und Silber, aus den Zinnen wachsend ein (Erz)-Bischof in natürlichen Farben mit wallenden blonden Haar, blauem Ornat und Mitra und silbernem Pallium, in den angehobenen Händen rechts einen silbernen Krummstab mit links gewandter goldener Krümme, links ein offenes silbernes Buch mit Goldschnitt, leerer und golden unterlegter schwarz beschrifteter Seite, im Torbogen ein Schildchen, Portalseiten und unteren Schildrand berührend, darin in Blau ein goldener, rot bewehrter und -bezungter Löwe.“

## Beschreibung
Der Wappenschild des Siegener Stadtwappens hat die Form eines Franzosenschilds, der mehrere Gemeine Figuren zeigt. Grundform ist ein von Rot und Silber durch Zinnen halbgeteilter Wappenschild. Im oberen Feld steht eine von der Hüfte aufwärts abgebildete Bischofsfigur in blauem Ornat mit silbernem Pallium und mit blauer Mitra, die Arme ausgebreitet. In der rechten Hand hält die Figur einen goldenen Krummstab mit der Krümme zu sich gewandt, in der linken Hand ein aufgeschlagenes silbernes Buch mit angedeutetem Text. Das untere Feld wird von der grafischen Darstellung einer roten Mauer mit sieben Zinnen, zwei Schießscharten (nach anderer Deutung Löcher für die Ketten einer Zugbrücke) sowie mit einem von zwei Türmen flankierten Torbogen gebildet. In den offenen Torbogen ist auf Silber eingesetzt ein weiterer Wappenschild in alter französischer Form, mit einem auf Blau nach heraldisch-rechts aufgerichteten goldenen Löwen mit roter Zunge und roten Krallen.

## Das Stadtsiegel von Siegen als Vorgänger des Wappens
Das Siegel der Stadt Siegen, aus dem das Stadtwappen hervorging, wurde erstmals in einer Urkunde vom 27. April 1248 erwähnt. Diese Urkunde, von der nur eine Abschrift aus dem 15. Jahrhundert erhalten geblieben ist, nennt außerdem Ratsmitglieder und Schöffen der Stadt. Von der ersten Version des Stadtsiegels sind insgesamt neun Exemplare aus den Jahren 1270 bis 1317 erhalten geblieben. Das annähernd elliptisch geformte Siegel zeigt bereits in seiner ersten Fassung dieselben Symbole wie das spätere Stadtwappen; es ist darüber hinaus zusätzlich mit dem umlaufenden lateinischen Schriftzug SIGILLUM BURGENSIUM OPPIDUM IN SEGEN versehen. Etwa ab dem Jahr 1364 bis ins frühe 17. Jahrhundert verwendete die Stadt Siegen eine neue Fassung des Siegels mit der geänderten Umschrift S(IGILLUM) SECRET(UM) (OP)PIDI SIGEN („Geheimsiegel der Stadt Siegen“); eine letzte Fassung dieses Stadtsiegels wird auf das Jahr 1742 datiert.

## Symbolik des Stadtwappens

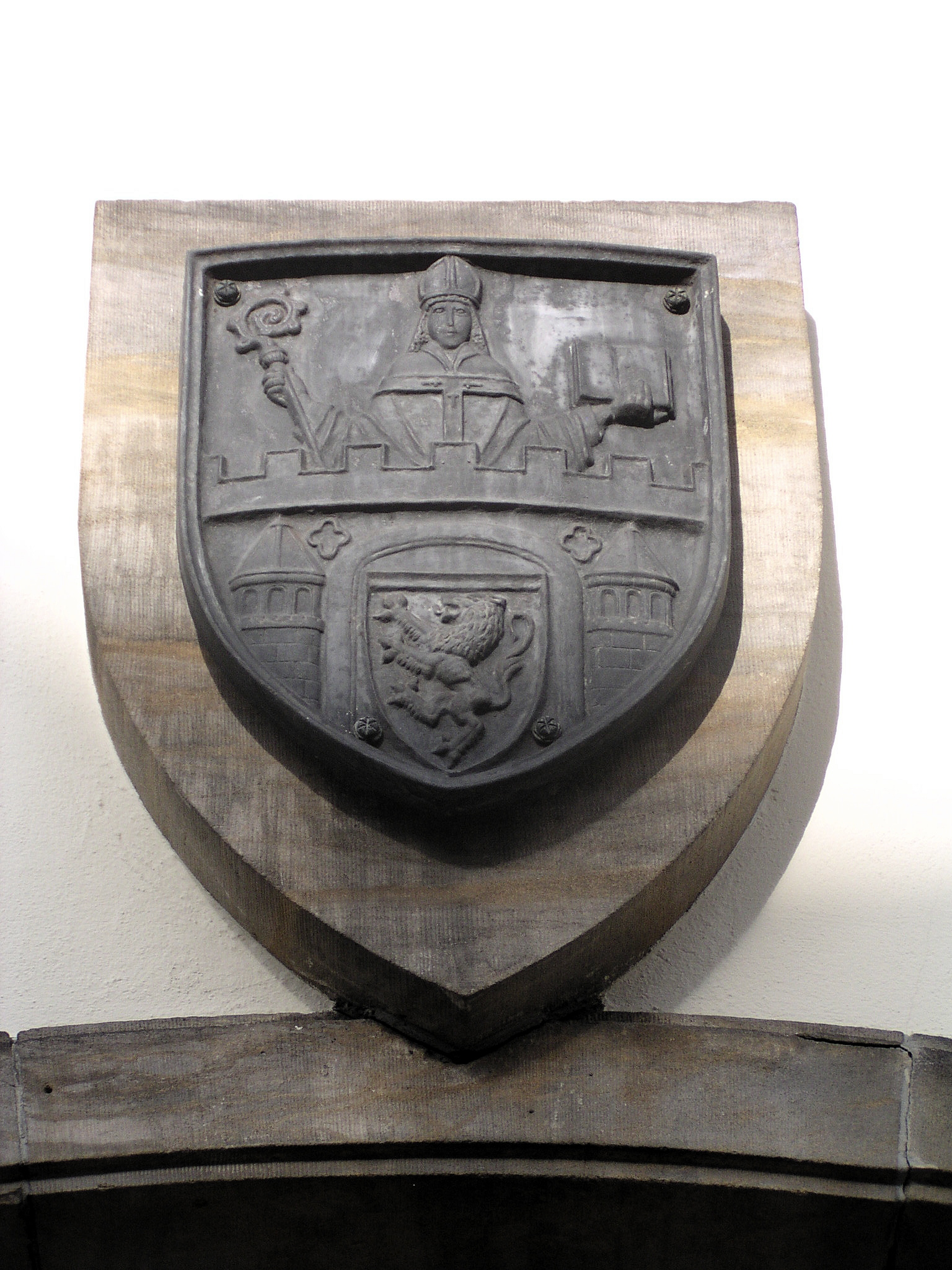
Das Wappen von Siegen in gusseiserner Ausführung über einem Eingang des Siegener Rathauses

### Figur im Bischofsornat

Das nassauische Wappen: „In Blau ein goldener Löwe, mit goldenend Schindeln besät“, wie von Heinrich dem Reichen im 13. Jahrhundert verwendet

Über die Identität der auf dem Wappen dargestellten Person, aufgrund seines Ornats mit Mitra und Krummstab eindeutig als Angehöriger des Klerus zu identifizieren, existieren zwei miteinander konkurrierende Auffassungen. Einige Autoren meinen in der Figur im Bischofsornat den Heiligen St. Martin (316/317–397), Bischof von Tours und Namenspatron des ältesten erhaltenen Kirchenbaus der Stadt, der Martinikirche zu erkennen. Gegen diese Auffassung könnte der Umstand sprechen, dass das Stadtsiegel seit dem Jahr 1248 nachgewiesen ist, die Martinikirche jedoch erst im Jahr 1311 erstmals urkundlich erwähnt wurde. Doch bestand am Ort der Martinikirche im 11. Jahrhundert ein Vorgängerbau – eine Stiftskirche, von der Reste in den bis in die Gegenwart bestehenden Kirchenbau integriert wurden. Zwar wird dieser Vorgängerbau in Teilen der Literatur auch als Martinikirche angesprochen; aufgrund fehlender zeitgeschichtlicher Dokumente dürfte eine Weihe für St. Martin jedoch nicht mehr nachweisbar sein. Ein Indiz dafür, dass es sich bei der Figur des Wappens um St. Martin handelt, ist die Lage der Martinikirche außerhalb der historischen Siegener Stadtbefestigung („Kirche vor der Mauer“ – ecclesia extra muros, wie im Stadtwappen bildlich dargestellt): Legenden zufolge zog Martin von Tours auch als geweihter Bischof ein Leben außerhalb der Stadtmauern (vgl. dazu: St Martin-in-the-Fields) dem städtischen Leben vor.
Die Interpretation der Figur als St. Martin wird vom Umstand gestützt, dass sie den Krummstab mit der Krümme zu sich gewandt hält; im kirchlichen Gebrauch ein Symbol dafür, dass sich dieser Bischof auf „fremdem“ Gebiet außerhalb des eigenen Machtbereichs (Jurisdiktion) aufhält. Ein De-facto-Machthaber der Stadt würde den Stab mit der Krümme von sich weggewandt („nach außen“) halten. Damit besteht die Wahrscheinlichkeit, dass es sich bei der dargestellten Person um einen Weihbischof handelt.
Andere Autoren gehen davon aus, dass sowohl auf den aus dem 13. Jahrhundert erhalten gebliebenen Stadtsiegeln als auch auf dem daraus entstandenen Wappen der Erzbischof Engelbert I. von Köln (1186–1225) abgebildet ist. Die Interpretation der Figur als Erzbischof Engelbert wird von der Tatsache gestützt, dass die erste urkundliche Erwähnung Siegens aus einem Vertrag des Jahres 1224 stammt. In diesem Vertrag teilten Engelbert und der damals über Siegen herrschende Graf von Nassau, Heinrich der Reiche (1190–1251), Münze, Zoll und sonstige Einnahmen der „neu errichteten Stadt Siegen“ (lateinischer Wortlaut: oppidi Sige de novo constructi) untereinander auf, was auf eine wichtigere Rolle Engelberts in dieser Epoche für die Entwicklung der Stadt als diejenige von St. Martin schließen lässt.

### Wappen von Nassau-Siegen mit Löwe
Den Rundbogen des Tores in der Mauer auf Stadtsiegel und Stadtwappen füllt ein schlichtes Wappen des Hauses Nassau-Siegen mit einer Löwenfigur aus. Diese Form des Wappens war bei den nassauisch-siegener Herrschern bis höchstens 1221 in Gebrauch; bereits Heinrich der Reiche hatte das Wappen um mehrere rechteckige Schindeln als Beizeichen erweitern lassen. Der Grund für die Verwendung der älteren Form des nassauischen Wappens im ersten Siegener Siegel und im Wappen der Stadt geht aus der Literatur nicht hervor.